# アメリカ合衆国教育省
アメリカ合衆国教育省（アメリカがっしゅうこくきょういくしょう、英語: United States Department of Education、ED）は、アメリカの連邦行政機関のひとつ。教育省の主な機能は、教育に関する連邦支援の方針確立と各州等との調整にあり、米国の学校に関するデータを収集し、プライバシーと公民権に関する連邦教育法を普及・実行することである。もろもろの学校や大学の設立に関与することはない。
トランプが第2次トランプ政権を開始して政府効率化省（DOGE）を設立した後の第7週目の2025年3月11日、教育省はほぼ半数の職員を解雇する予定であることを発表した。トランプ政権は2025年3月20日に、法律が定める極限まで教育省を閉鎖することを命令する大統領令に署名した。しかし、教育省の完全な閉鎖には設立者であるアメリカ合衆国議会の承認が必要である。
日本の旧文部省（現在の文部科学省）に相当する。

## 目的と機能
教育省には4つの主要な機能がある。
- 連邦政府による教育と分配のための資金支援と、資金の監視に関するポリシーの策定。
- アメリカ合衆国全体の学校に関する調査データの収集と、教育に関する研究の普及。
- 教育における重要な問題に国民の注目を集め、教育改革のための推奨事項を作成します。
- 差別を禁止し、教育への平等なアクセスを保証する。

また、教育省はアメリカ合衆国ホームレス問題連絡協議会のメンバーであり、連邦政府のパートナーと協力して、アメリカ合衆国のホームレスと家出をした若者のために適切な教育を確保する活動も行っている。

## 歴史

### 「閣内省」の創立も束の間、長い「省内部局」の時代
1867年にアンドリュー・ジョンソン大統領が閣内組織として教育省（Department of Education）を開省した。しかし、地方教育区より不正な教育行政への介入に問題があり、設立の翌々年1869年には省から内務省（DOI）内部局の事務局（Office of Education）に降格した。事務局は内務省から1939年にフランクリン・ルーズベルト大統領によって創立されたばかりの連邦社会保障庁（FSA）に移管されたが、基本的な格と名称は内務省時代と変わっていない。その間1870年から1929年までの一時期は、名称を教育局（Bureau of Education）に変更されたこともある。
変遷：Department of Education - Office of Education - Bureau of Education - Office of Education

### 閣内省への復帰と2省分割から元の名称へ
1953年にハリー・S・トルーマン大統領が教育事務局を再び閣内省に格上げし、名称も保健教育福祉省（Department of Health, Education, and Welfare）となったが、1979年にジミー・カーター大統領がさらに保健教育福祉省を二つに分割、それぞれ閣内省として教育分野を「教育省（Department of Education）」とし他を「保健福祉省（Department of Health and Human Services）とした。
1979年に教育省を内閣レベルに昇格させた法案は、共和党の多くの議員から反対された。彼らは、憲法には教育について触れられていないとして教育省を違憲とみなし、連邦政府による地方問題への不必要かつ違法な介入とみなした。全米教育協会は法案を支持したが、アメリカ教員連盟は反対した。

### 廃止論
教育省が設立された際、連邦議会は年間予算140億ドルと17,000人の職員を割り当てた。1980年アメリカ大統領選挙で、共和党候補であったレーガンは米国教育省の完全廃止、バイリンガル教育の大幅な削減、教育における連邦政府の役割の大幅な削減を要求した。就任後、レーガンは教育省の廃止を呼びかけたが、連邦議会での同意はほとんど得られず、廃止は撤回された。
しかし、その後共和党から大統領に就任したジョージ・W・ブッシュが教育改革を争点に掲げたため、教育省廃止の議論は一旦沈静化した。

## 第2次トランプ政権下の教育省
2024年アメリカ大統領選挙では、共和党候補であったトランプは選挙中、再三教育省に言及し、連邦政府による過剰な干渉の象徴だと指摘し、教育省が米国人家族の日常生活に介入し過ぎていると主張、教育省自体を廃止すると宣言していた。トランプは実際に当選し就任した後、2025年2月4日に議会と協力しつつ教育省を大統領令で閉鎖したい意向を表明した。トランプは3月20日に教育省の解体を目指す大統領令「保護者・州・地域社会に力を与え、教育の成果を向上させる」に署名したが、完全な廃止には議会上院で60票の賛成を要するため、共和党単独では可決できない状況にある。

### 解雇
2025年2月、教育省の職員に対して、繰り延べ辞職や早期退職が勧告された。2025年3月11日、教育省はほぼ半数の職員を解雇する予定であることを発表した。

### 影響
命令された解雇の予備的なレビューによると、教育省の大部分の解雇は、財政支援の支払いと奨学金を監督する連邦財政支援局と、学生と教師を差別から保護する公民権局に集中していた。現在のトランプ政権の教育省長官マクマホンは、財政援助などの合衆国議会により割り当てられた資金は、部門の縮小や閉鎖の計画の影響は受けないと主張しているが、大量の職員の離職は財政支援を受けている人々に複数の問題を引き起こす恐れが指摘されている
トランプ政権は、貧困地域の困難校（high-poverty school）向けの初等中等教育法や農村教育達成プログラム（Rural Education Achievement Program、REAP）など、法律で保護されている学校への資金分配は維持されると約束している。しかし、部門の解雇と縮小により、プログラムに関わるほとんどの統計学者とデータ専門家が影響を受け、部門の職員は100人以上からわずか3人に削減されている。

### 反応
エリザベス・ウォーレン上院議員、バーニー・サンダース上院議員、民主党の上院議員グループは、2025年3月に行われた大量解雇に反対し、マクマン教育長官に対し共同書簡を公開し、解雇された職員の復職を求めた。下院教育・労働委員会の筆頭理事であるボビー・スコット議員は、教育省の解体は「既存の格差を悪化させ、説明責任を低下させるものであり、低所得の学生、有色人種の学生、障害のある学生、地方の学生、第二言語としての英語学習者を危険にさらすことになる」と主張した。
全米黒人地位向上協会（NAACP）の社長兼CEOであるデリック・ジョンソンは、トランプは民主主義の基本的な機能を解体しており、職員の解雇を推進して教育省を含む複数の省庁を閉鎖しようとしていると述べた。

## 組織

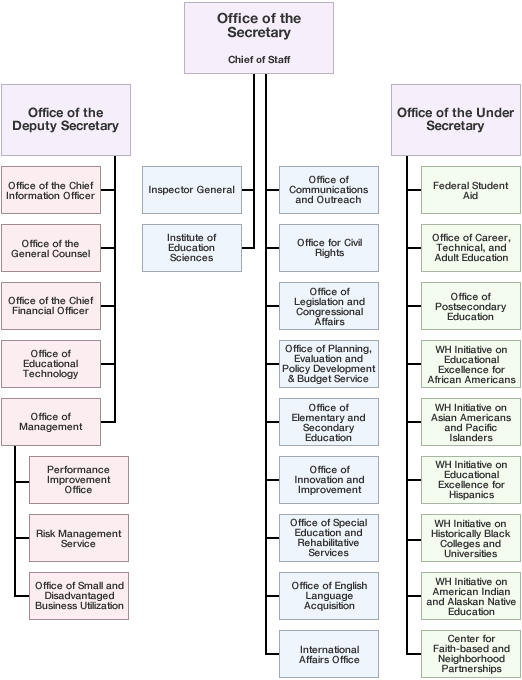
教育省の組織

| Program                | Program |
| ---------------------- | --- |
| 教育長官               | コミュニケーション・地方局 |
| 教育長官               | 法律顧問室 |
| 教育長官               | 監察総監室 |
| 教育長官               | 立法・議会局 |
| 教育長官               | 公民権局 |
| 教育長官               | 教育技術局 |
| 教育長官               | 教育科学研究所 *国立教育統計センター **国立教育進歩評価会 **教育資源情報センター |
| 教育長官               | 技術革新・改善局 |
| 教育長官               | 最高財務責任者室 |
| 教育長官               | 管理局 |
| 教育長官               | 最高情報責任者室 |
| 教育長官               | 企画・評価・政策立案局 *予算部 |
| 教育長官               | 危機管理局 |
| 教育副長官             | 初等・中等教育局 *教育施設許認可管理部 *移民教育部 *学生安全・健康部 *学生成績・学校責任計画部 *アジア系アメリカ人・ハワイ先住民・太平洋諸島系住民に対するホワイトハウス・イニシアティブ *ヒスパニックのための教育の卓越性に関するホワイトハウスイニシアチブ *アメリカインディアンとアラスカ先住民教育に関するホワイトハウスイニシアチブ *アフリカ系アメリカ人のための教育の卓越性に関するホワイトハウスイニシアチブ |
| 教育副長官             | 英語習得局 |
| 教育副長官             | 特殊教育・リハビリテーションサービス局 *国立障害者・自立生活・リハビリテーション研究機構 *特殊教育プログラム部 *リハビリテーションサービス管理部 |
| 教育副長官             | 技術革新・改善局 |
| 教育次官               | 中等後教育局 |
| 教育次官               | キャリア・技術・成人教育局 |
| 教育次官               | 連邦学生援助局 |
| 教育次官               | 部族学校・大学に関する大統領諮問委員会 |
| 教育次官               | 歴史的黒人学校・大学に関する大統領諮問委員会 |
| 連邦政府の補助組織     | 国家評価管理委員会 (NAGB) |
| 連邦政府の補助組織     | 国家インディアン教育諮問委員会 |
| 連邦政府の補助組織     | 教育に関する省庁間委員会 |
| 連邦政府の補助組織     | 障害がある学生のための中等後教育における利便性のある教材に関する諮問委員会 |
| 連邦政府の補助組織     | 国家教育科学委員会 |
| 連邦政府の補助組織     | 国家中等後教育改善基金委員会 |
| 連邦政府が支援する組織 | ギャローデット大学 |
| 連邦政府が支援する組織 | ハワード大学 |
| 連邦政府が支援する組織 | 国立聾工科大学 |